# Fidel LaBarba
Fidel LaBarba (Bronx, 29 settembre 1905 – Los Angeles, 2 ottobre 1981) è stato un pugile statunitense.
Fu medaglia d'oro alle Olimpiadi di Parigi 1924 e campione del mondo dei pesi mosca. La International Boxing Hall of Fame lo ha riconosciuto tra i più grandi pugili di ogni epoca.

## Gli inizi
Di origini italiane, iniziò a boxare come dilettante a 12 o 13 anni. Vinse la medaglia d'oro alle Olimpiadi di Parigi del 1924 nella categoria dei pesi mosca.

## Carriera da professionista
Fu campione campione del mondo dei pesi mosca dal 1925 al 1931.